# Centralny Komitet Demokracji Europejskiej
Centralny Komitet Demokracji Europejskiej - demokratyczna organizacja, utworzona przez Giuseppe Mazziniego w Londynie w 1850.
Organizacja miała na celu doprowadzenie do ścisłej współpracy wszystkich ruchów wyzwoleńczych w Europie. Polaków w tej organizacji reprezentował Wojciech Darasz.

## Literatura
- Józef Andrzej Gierowski - „Historia Włoch”, Wrocław 2003, ISBN 83-04-04674-1